# Anders Dahl
Anders (Andreas) Dahl, švedski botanik, biolog in zdravnik, * 17. marec 1751, † 25. maj 1789. 
Študiral je na Univerzi v Uppsali kot Linnéjev učenec in kasneje postal tudi sam ugleden botanik. Po njem je poimenovana Dahlia (dalija), rod cvetic iz družine nebinovk.